# Шерјен
Шерјен (фр. Chériennes) насеље је и општина у североисточној Француској у региону Север-Па д Кале, у департману Па де Кале која припада префектури Montreuil.
По подацима из 2011. године у општини је живело 151 становника, а густина насељености је износила 32,47 становника/km². Општина се простире на површини од 4,65 km². Налази се на средњој надморској висини од 109 метара (максималној 133 m, а минималној 55 m).

## Демографија
| 1962. | 1968. | 1975. | 1982. | 1990. | 1999. | 2011. |
| ----- | ----- | ----- | ----- | ----- | ----- | ----- |
| 233   | 245   | 231   | 219   | 205   | 182   | 151   |

График промене броја становника у току последњих година